# Milan Prinich
Milan Prinich (* 20. října 1956, Most – 6. března 2018 Postoloprty) byl český hokejový obránce.

## Hokejová kariéra
V československé lize hrál za CHZ Litvínov a TJ Gottwaldov. Odehrál 4 ligové sezóny, nastoupil ve 112 ligových utkáních, dal 1 gól, měl 10 asistencí a 52 trestných minut. V nižších soutěžích hrál za Slovan Ústí nad Labem, Baník Příbram, Meochemu Přerov a Slavii Karlovy Vary.

## Klubové statistiky
| Sezona    | Klub                  | Soutěž  | Základní část | Základní část | Základní část | Základní část | Základní část |
| Sezona    | Klub                  | Soutěž  | Z             | G             | A             | B             | TM            |
| --------- | --------------------- | ------- | ------------- | ------------- | ------------- | ------------- | ------------- |
| 1975/1976 | Slovan Ústí nad Labem | 2. liga | -             | -             | -             | -             | -             |
| 1976/1977 | Baník Příbram         | 3. liga | -             | -             | -             | -             | -             |
| 1977/1978 | Baník Příbram         | 3. liga | -             | -             | -             | -             | -             |
| 1978/1979 | CHZ Litvínov          | 1. liga | 39            | 1             | 3             | 4             | 4             |
| 1979/1980 | CHZ Litvínov          | 1. liga | 27            | 0             | 0             | 0             | 14            |
| 1980/1981 | CHZ Litvínov          | 1. liga | 31            | 0             | 5             | 5             | 30            |
| 1982/1983 | TJ Gottwaldov         | 1. liga | 15            | 0             | 2             | 2             | 4             |
| 1982/1983 | Meochema Přerov       | 2. liga | -             | 0             | -             | -             | -             |
| 1983/1984 | Slavia Karlovy Vary   | 3. liga | -             | -             | -             | -             | -             |